# 1556 w polityce

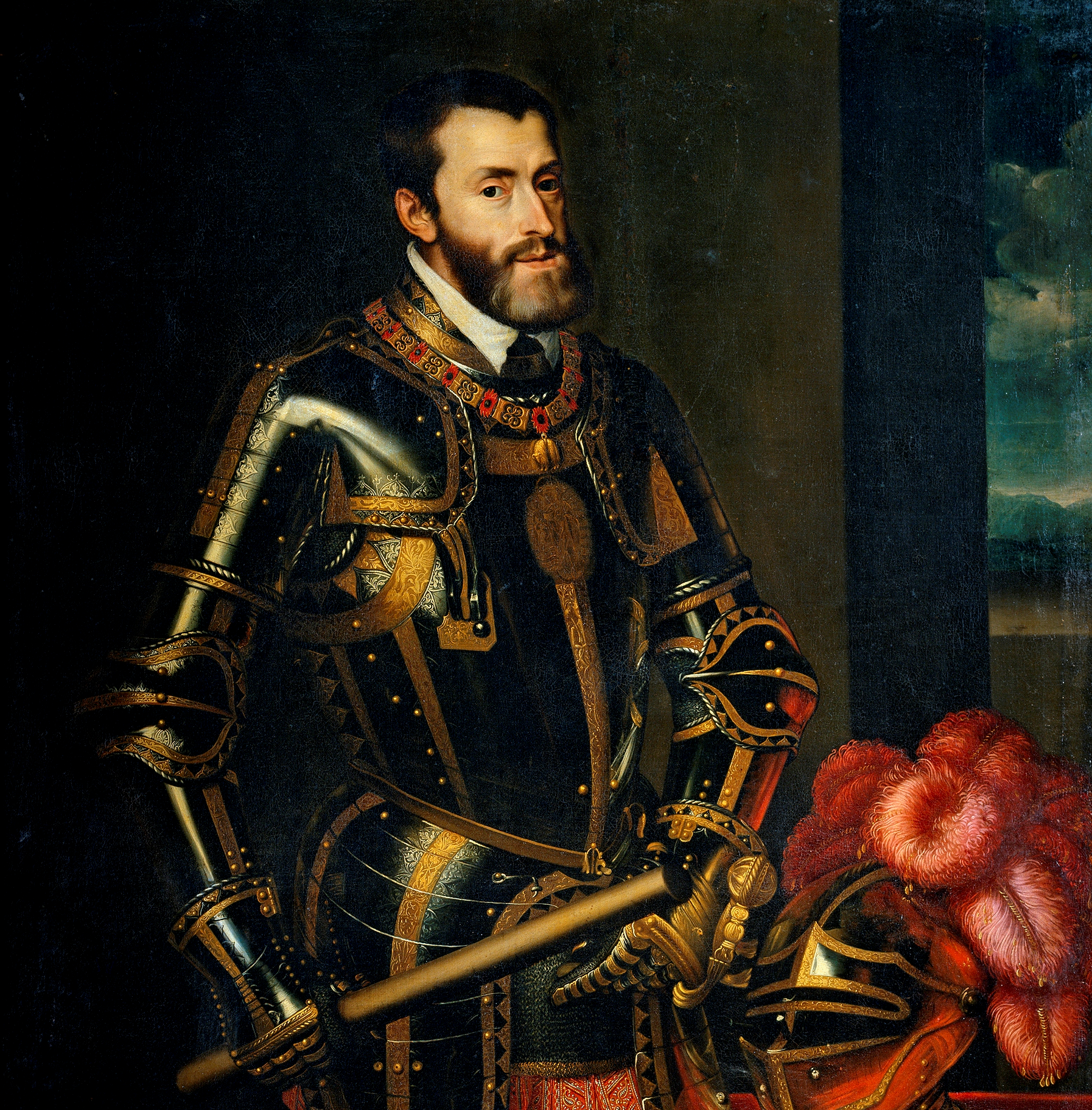
Karol V Habsburg

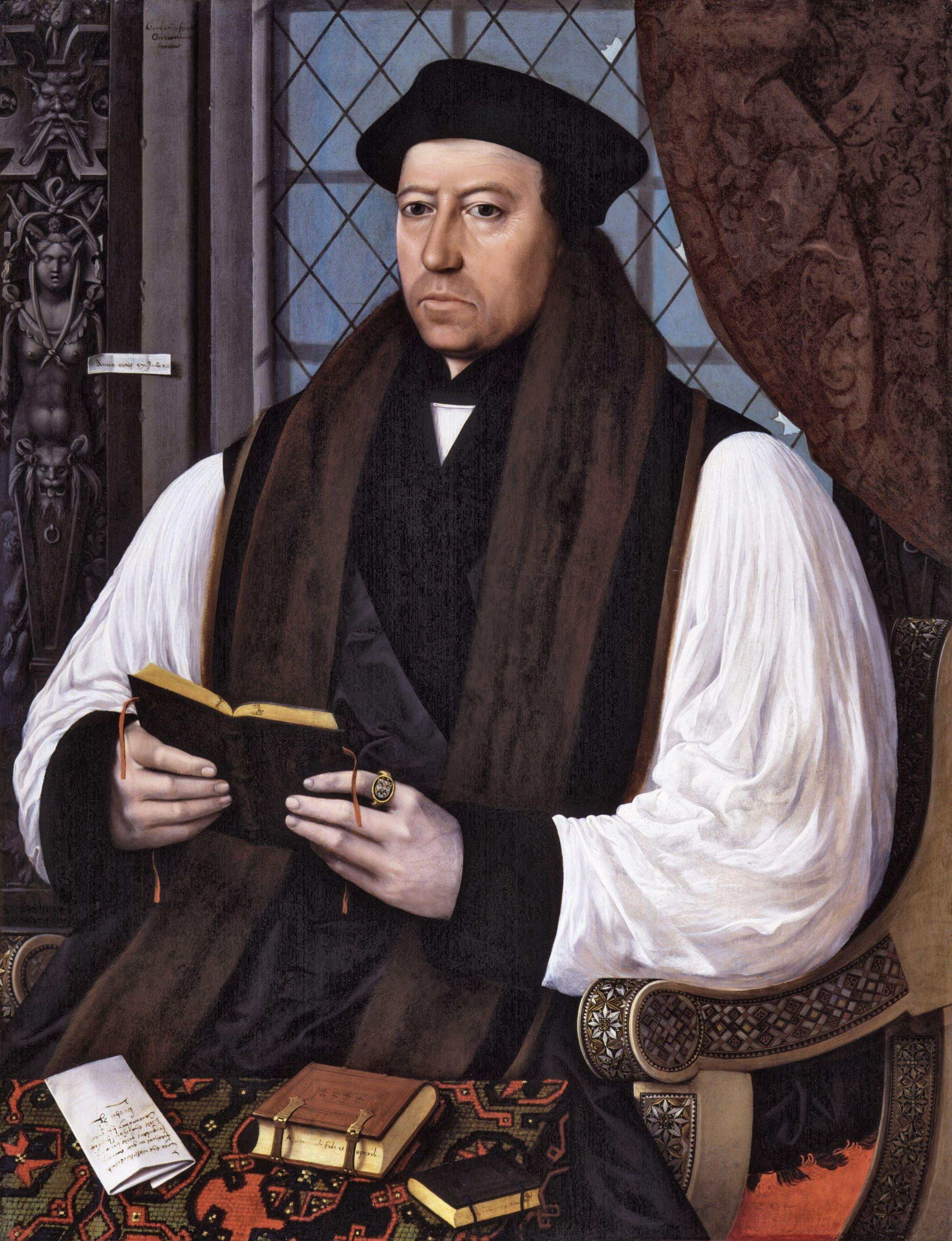
Gerlach Flicke, Portret arcybiskupa Thomasa Cranmera

Wydarzenia polityczne w 1556 roku.

## Wydarzenia
- Karol V Habsburg abdykuje[1].

## Urodzili się
- 31 maja Jerzy Radziwiłł, biskup, później kardynał[2].

## Zmarli
- Thomas Cranmer, arcybiskup Canterbury, stracony z rozkazu królowej Marii I Tudor[3].
- Miguel da Silva, portugalski szlachcic i kardynał[4].